# Toni Morrison

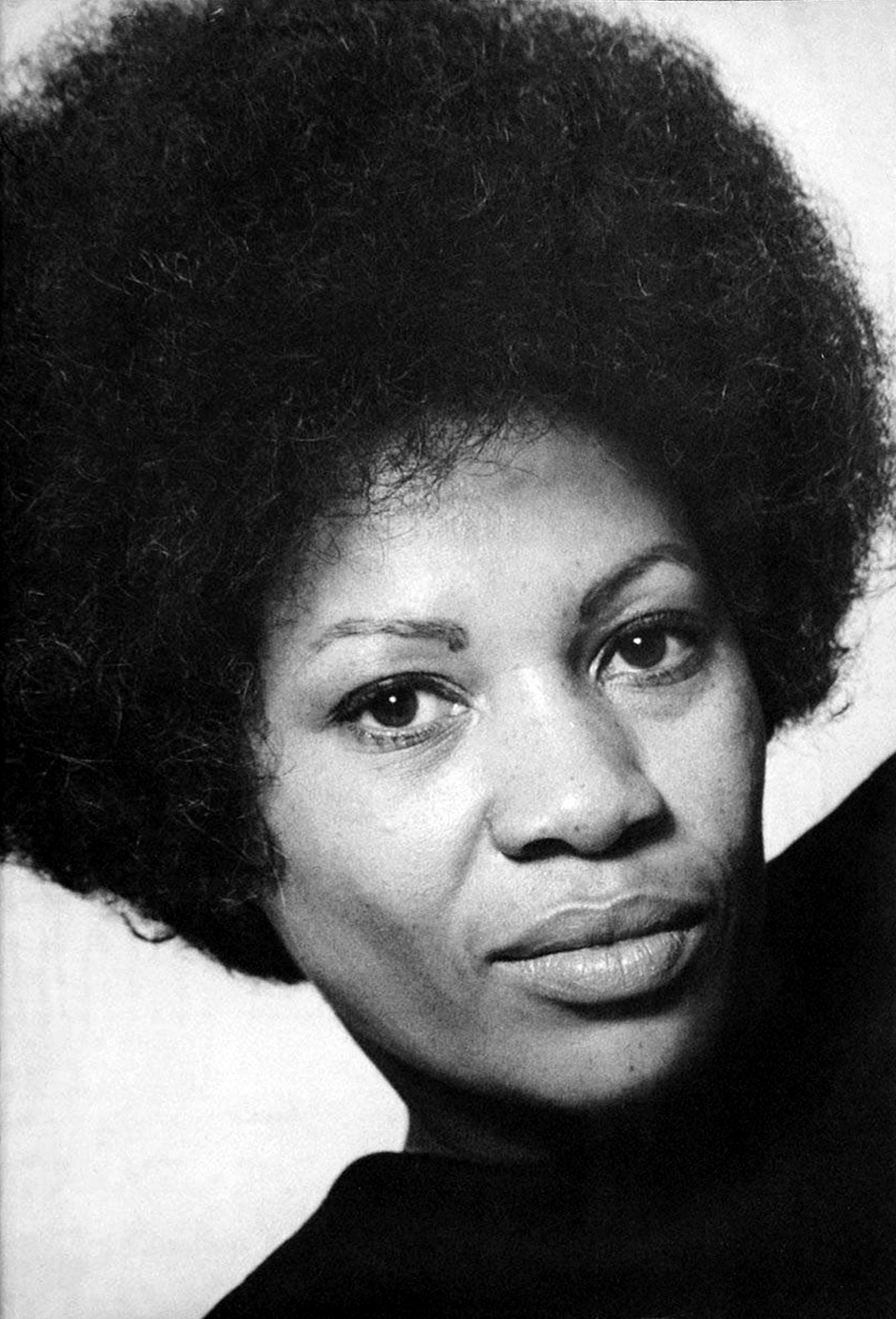
Toni Morrison, 1970.

Toni Morrison, född Chloe Ardelia Wofford den 18 februari 1931 i Lorain, Ohio, död 5 augusti 2019 i New York, var en amerikansk författare och redaktör.
Toni Morrisons romaner har tendensen att både vinna kritikers och den stora publikens uppskattning. Tematiken rör sig kring svarta amerikaners liv och hon har kallats en "det svarta psykets D.H. Lawrence". 1993 blev hon den första svarta kvinnan någonsin att motta Nobelpriset i litteratur. 1988 fick hon Pulitzerpriset för sin roman Älskade. Romanen blev film 1998 med Oprah Winfrey i en av huvudrollerna.

## Biografi
Morrison föddes som Chloe Ardelia Wofford och växte upp i Lorain, Ohio som näst äldst av fyra syskon. Hon studerade humaniora vid Howard University och ändrade vid denna tid sitt förnamn till Toni, efter att ha antagit tillnamnet Anthony när hon blev katolik vid tolv års ålder. I skolan studerade hon latin och skrev sin avhandling om Virginia Woolf. Hon har sagt att "Mellanvästern går igen i allt jag skriver. Oavsett vad jag skriver, så börjar jag där."  Hon gifte sig med jamaicanen Harold Morrison, fick två barn och började arbeta som förlagsredaktör på Random House. Under tiden på Random House arbetade Morrison med att skapa utrymme för litteratur författad av afroamerikaner. Bland hennes författare återfinns bland annat Angela Davis, Gayl Jones, Muhammad Ali, Henry Dumas, Huey P. Newton och Toni Cade Bambara. Hon var även redaktör för den banbrytande collageboken The Black Book som återger fragment och artefakter från afroamerikaners liv i USA.
Hennes första roman, De blåaste ögonen, handlar om en flicka som växer upp besatt av idén att livet skulle vara bättre om hon bara hade blå ögon.
Morrisons författarskap skildrar den psykologiska och sociala tillvaron för afroamerikaner med slaveriets trauma och konsekvenser som ett återkommande tema. Magisk realism är ett framträdande inslag i flera romaner som Solomons sång (1977). Romanen Älskade från 1987 anses av många kritiker och läsare vara höjdpunkten i författarskapet.
Förutom författarskapet var hon också verksam som akademiker på Princeton University, föreläsare och kritiker.

### Romaner
- 1970 – De blåaste ögonen, översättning Kerstin Hallén (The Bluest Eye, 1970)
- 1974 – Sula, översättning Mikael Mörling (Sula, 1973)
- 1978 – Solomons sång, översättning Mårten Edlund (Song of Solomon, 1977)
- 1982 – Tjärdocka, översättning Mikael Mörling (Tar Baby, 1981)
- 1989 – Älskade, översättning Kerstin Hallén (Beloved, 1987)
- 1993 – Jazz, översättning Kerstin Hallén (Jazz, 1992)
- 1999 – Paradis, översättning Kerstin Hallén (Paradise, 1997)
- 2004 – Kärlek, översättning Kerstin Hallén (Love, 2003)
- 2009 – En välsignelse, översättning Kerstin Hallén (A Mercy, 2008)
- 2014 – Hem, översättning Ulla Danielsson (Home, 2012)
- 2016 – Gud hjälpe barnet, översättning Helena Hansson (God Help the Child, 2015)

### Novell
- 2018 - Recitatif, översättning Helena Hansson (Recitatif, 1983)

### Facklitteratur översatt till svenska
- 1993 – Mörkt spel (Playing in the Dark, 1992) översättning Kerstin Hallén
- 2021 – De andra, översättning Helena Hansson (The Origin of Others, 2017)

## Priser och utmärkelser
- 1988 – Pulitzerpriset för skönlitteratur för Beloved
- 1993 – Nobelpriset i litteratur
- Nedslagskratern Morrison på planeten Merkurius.[11]